# Ectatomma ruidum
Ectatomma ruidum es una especie de hormiga del género Ectatomma, familia Formicidae. Fue descrita científicamente por Roger en 1860.
Se distribuye por Brasil, Colombia, Costa Rica, Ecuador, El Salvador, Guayana Francesa, islas Galápagos, Guadalupe, Guatemala, Guyana, Honduras, Martinica, México, Nicaragua, Panamá, Perú, Surinam, Trinidad y Tobago y Venezuela. Se ha encontrado a elevaciones de hasta 2660 metros. Habita en bosques húmedos y tropicales.